# Bannihatti(P.T), Sindgi
Bannihatti(P.T) là một làng thuộc tehsil Sindgi, huyện Bijapur, bang Karnataka, Ấn Độ.